# Roussy-le-Village
Roussy-le-Village (fràncic lorenès Rëttgen) és un municipi francès situat al departament del Mosel·la i a la regió del Gran Est. L'any 2007 tenia 1.143 habitants.

## Demografia

### Població
El 2007 la població de fet de Roussy-le-Village era de 1.143 persones. Hi havia 424 famílies, de les quals 83 eren unipersonals (63 homes vivint sols i 20 dones vivint soles), 133 parelles sense fills, 173 parelles amb fills i 35 famílies monoparentals amb fills.
La població ha evolucionat segons el següent gràfic:
Habitants censats

### Habitatges
El 2007 hi havia 467 habitatges, 429 eren l'habitatge principal de la família, 3 eren segones residències i 35 estaven desocupats. 400 eren cases i 65 eren apartaments. Dels 429 habitatges principals, 369 estaven ocupats pels seus propietaris, 49 estaven llogats i ocupats pels llogaters i 11 estaven cedits a títol gratuït; 7 tenien dues cambres, 36 en tenien tres, 72 en tenien quatre i 314 en tenien cinc o més. 400 habitatges disposaven pel capbaix d'una plaça de pàrquing. A 129 habitatges hi havia un automòbil i a 280 n'hi havia dos o més.

### Piràmide de població
La piràmide de població per edats i sexe el 2009 era:
| Homes | Edats   | Dones |
| ----- | ------- | ----- |
| 0     | 95 o +  | 0     |
| 0     | 90 a 94 | 8     |
| 0     | 85 a 89 | 12    |
| 0     | 80 a 84 | 4     |
| 16    | 75 a 79 | 12    |
| 20    | 70 a 74 | 16    |
| 24    | 65 a 69 | 16    |
| 12    | 60 a 64 | 28    |
| 32    | 55 a 59 | 16    |
| 28    | 50 a 54 | 52    |
| 44    | 45 a 49 | 32    |
| 48    | 40 a 44 | 36    |
| 40    | 35 a 39 | 44    |
| 36    | 30 a 34 | 36    |
| 28    | 25 a 29 | 40    |
| 20    | 20 a 24 | 8     |
| 20    | 15 a 19 | 36    |
| 28    | 10 a 14 | 20    |
| 16    | 5 a 9   | 36    |
| 28    | 0 a 4   | 24    |

## Economia
El 2007 la població en edat de treballar era de 765 persones, 580 eren actives i 185 eren inactives. De les 580 persones actives 549 estaven ocupades (309 homes i 240 dones) i 31 estaven aturades (12 homes i 19 dones). De les 185 persones inactives 66 estaven jubilades, 43 estaven estudiant i 76 estaven classificades com a «altres inactius».

### Ingressos
El 2009 a Roussy-le-Village hi havia 402 unitats fiscals que integraven 1.076,5 persones, la mediana anual d'ingressos fiscals per persona era de 22.289 €.

### Activitats econòmiques
Dels 8 establiments que hi havia el 2007, 1 era d'una empresa extractiva, 1 d'una empresa de construcció, 1 d'una empresa de comerç i reparació d'automòbils, 1 d'una empresa d'hostatgeria i restauració, 1 d'una empresa immobiliària, 1 d'una entitat de l'administració pública i 2 d'empreses classificades com a «altres activitats de serveis».
Dels 2 establiments de servei als particulars que hi havia el 2009, 1 era una fusteria i 1 saló de bellesa.
L'any 2000 a Roussy-le-Village hi havia 17 explotacions agrícoles que ocupaven un total de 846 hectàrees.

## Equipaments sanitaris i escolars
El 2009 hi havia 1 escola maternal i 1 escola elemental.

## Poblacions més properes
El següent diagrama mostra les poblacions més properes.